# East Tennessee State University
La East Tennessee State University (ETSU) è un'università pubblica statunitense con sede a Johnson City, Tennessee. 

## Storia
Nonostante l'istituto faccia parte del sistema di università statale e della comunità dei college del Tennessee (State University and Community College System of Tennessee), l'università, da maggio 2017, non è più governata dal Consiglio dei reggenti del Tennessee (Tennessee Board of Regents), ma da un Consiglio di fondazione (Board of Trustees) istituzionale.

## Struttura
L'ateneo dispone di campus esterni ubicati nelle vicine Elizabethton e Kingsport.
L'università gestisce una divisione atletica d'ambo i sessi soprannominata Buccaneers, attiva in molteplici discipline, fra le quali: baseball, calcio, football americano e pallacanestro. La divisione che compete nella Division I, Southern Conferenced, della National Collegiate Athletic Association.